# Делајл Стјуарт
Делајл Стјуарт (енгл. DeLisle Stewart; Вобашо, 16. март 1870 — Округ Хамилтон, 2. фебруар 1941) је био амерички астроном.

## Биографија
Године 1896. постао је члан особља опсерваторије на Универзитету Харвард, а од 1898. до 1901. године радио је у опсерваторији која се налазила у Арекипи, Перу, где је користио фотографске плоче које је Вилијам Пикеринг користио за откривање Сатурновог месеца Фебе, поред тога он је открио многе нове маглине.
Касније је, до 1910, радио у Синсинатију, а потом је основао „Астрономско друштво Синсинатија“.
Његово најпознатије откриће је астероид 475 Ocllo.